# Église Saint-François du Havre
L'église Saint-François (appelée Saint-François d'Assise) est un des plus vieux bâtiments du centre-ville du Havre et un des seuls rescapés. Il se trouve dans le quartier Saint-François, reconstruit dans un style régionaliste qui contraste avec les autres quartiers reconstruits par Auguste Perret. C'est un bâtiment du XVIIe siècle de style plutôt Renaissance.

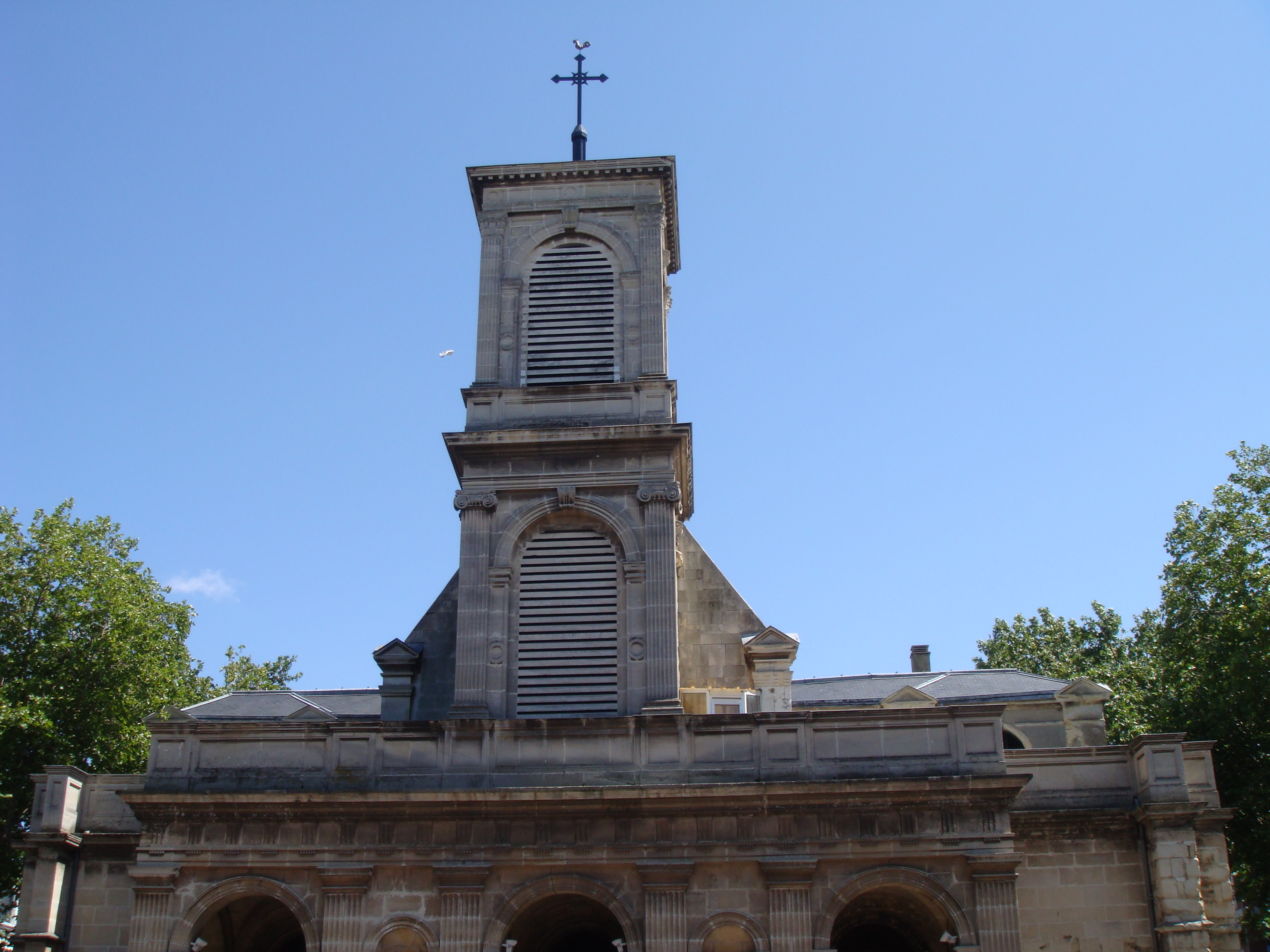
Vue de la tour de l'église.

## Histoire

### Construction de l'église
Avant la construction du bâtiment actuel, il y aurait eu une chapelle dans le quartier des Barres (nom de l'époque), en 1524. Le roi François Ier voulait construire dans ce quartier une église dédiée à saint François de Paule, un saint que les rois préféraient à l'époque. On ne sait pas qui est à l'origine de l'église, mais on en attribue les plans à Jérôme Bellarmato, architecte italien chargé de fonder le quartier. La construction de l'église commence en 1542. Les chantiers sont interrompus par les guerres de religion (comme les chantiers de l'actuelle cathédrale Notre-Dame du Havre), et le projet initial n'aboutit pas ; l'église actuelle est certainement plus petite que dans les plans primitifs de l'édifice. En 1638, l'église est consacrée, bien que l'édifice ne soit pas terminé. En 1687, le chœur est construit.
À l'origine, l'église est sous le vocable de saint François de Paule mais celui-ci a été remplacé (dans les sources) par saint François d'Assise qui, au début du chantier, était inconnu dans le diocèse de Rouen. En fait, cela est dû à l'arrivée des capucins en 1590, qui s'installèrent dans le quartier. L'église est donc connue comme « église Saint-François d'Assise ».

### L'église Saint-François duXVIIesiècleauXXIesiècle
L'église Saint-François est une succursale de l'église Saint-Michel d'Ingouville (tout comme la cathédrale Notre-Dame) jusqu'à la Révolution. Sous le Premier Empire, l'église a sa propre paroisse. En 1793, l'église est en mauvais état : toiture dégradée et vitraux cassés. En 1802, l'église est restaurée par l'architecte Bouvard : remise en état de la toiture et restauration des vitraux. En 1806, les toitures des chapelles sont remplacées par une seule toiture par bas-côté.
En 1841, une nouvelle façade-porche à trois travées surmontée d'un petit clocher est construite. De l'ancienne tour, on sait peu de choses sauf que c'était une « masse informe de caillou noir, il semblait excru sur la façade comme une verrue sur un visage. » (Jean Benoît Désiré Cochet). En 1861, une petite sacristie est construite au bout de la nef latérale nord par l'architecte Émile Platel. Le 5 septembre 1944 lors du bombardement de l'aviation britannique (RAF), le quartier Saint-François est ravagé. Une torpille qui tombe dans la rue Percanville détruit, par sa proximité de l'église, trois travées de la nef et quatre chapelles, et endommage gravement la sacristie.
Après la guerre, l'église fut restaurée et la sacristie reconstruite : en septembre 1954, les voûtes endommagées par les bombardements sont entièrement refaites. En 1955 et 1956, le porche et son clocher sont démontés et restaurés (la façade est remise en place le 25 avril 1956). Puis, toutes les chapelles sont reconstruites et, en 1961, de nouveaux vitraux posés

## L'extérieur

### Caractéristiques générales de l'extérieur de l'église
L'église possède une façade surmontée d'un modeste clocher. Les murs de l'église sont soutenus par des contreforts. La toiture de l'église forme un transept juste derrière le clocher ; ce transept était surmonté de deux clochetons démontés après les travaux de restauration du XXe siècle. Les murs sont percés de grandes baies vitrées. À l'arrière, le chœur est visible à l'extérieur car ses dimensions sont moins importantes que celles de la nef ; le chevet de l'église est en forme d'hémicycle et est percé de deux baies vitrées.

### La façade de l'église
L'église ne possède qu'une seule façade qui est en fait un porche de trois travées et trois portes d'entrée (celle du milieu est dans l'alignement de la nef). Le porche de type classique montre une légère influence du style ogival (gothique). Le porche est surmonté d'un clocher de style Renaissance qui reprend un style gréco-romain.

## L'intérieur

### Général
L'église est constituée d'une nef en trois vaisseaux flanquée de chapelles, qui se prolonge dans un chœur. Le style classique est prédominant, bien que les voûtes des bas-côtés sont de styles médiévales.

### La nef

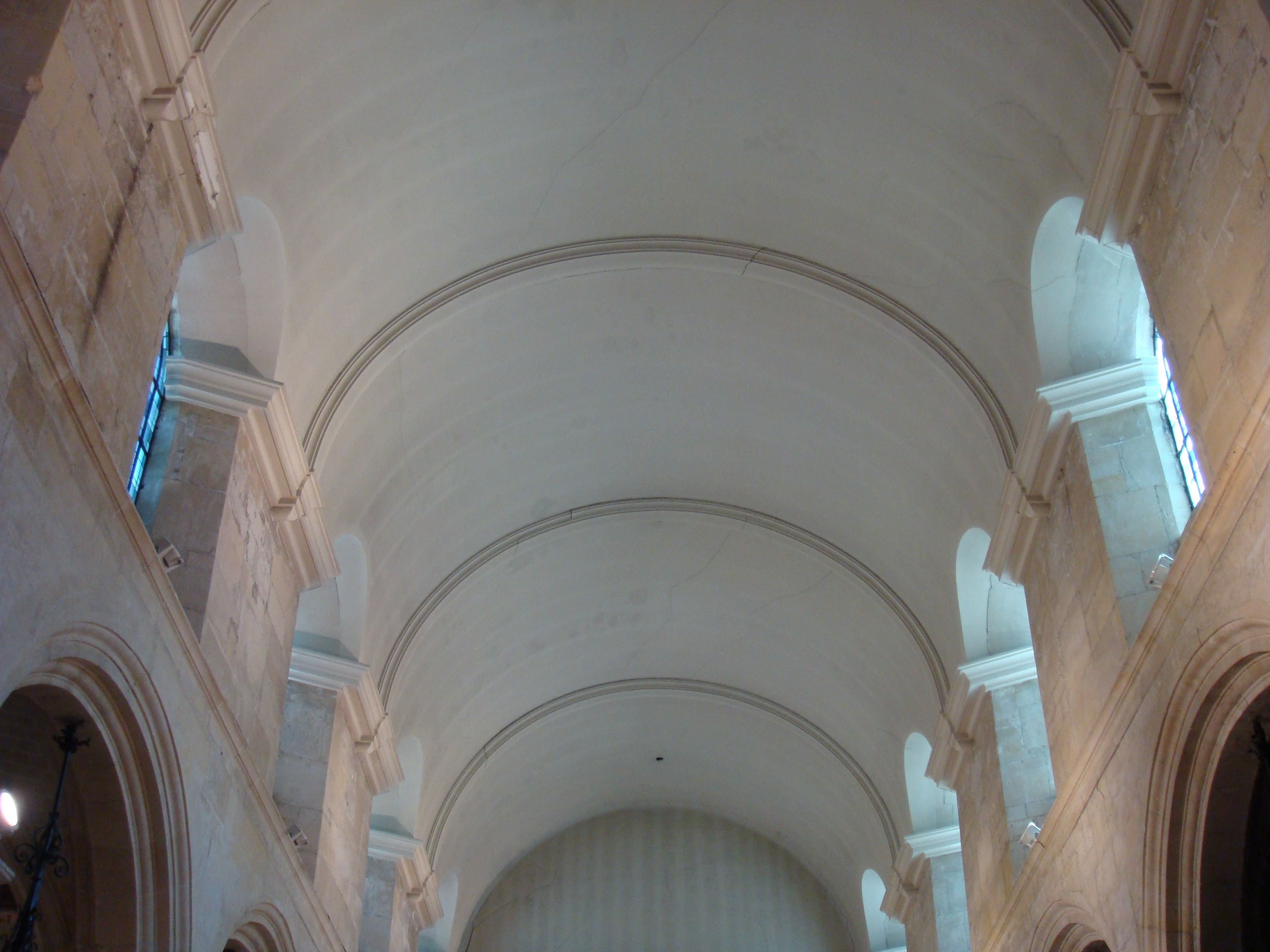
Voûte en berceau de la nef principale, avec des petites baies vitrés.

La nef principale est couverte par un berceau en plâtre qui repose sur des piliers en forme de colonnes d'ordre dorique. Quant aux bas-côtés, ils sont voûtés sur croisées d'ogives. La nef est constituée de quatre travées, plus une autre entre nef et chœur.

### Le chœur
Le chœur de style Renaissance est de dimension plus modeste. Le maître-autel est un autel récent de type néo-classique en bois. Le chœur dispose de stalles et d'un petit orgue. Au fond, dans l'abside, l'autel avec le tabernacle est surmonté d'un calvaire. Sur le mur derrière l'autel, il y une tapisserie venant de la manufacture royale d'Aubusson, offerte en 1924 à l'église ; au-dessus, on peut voir une fresque représentant le couronnement de la Vierge Marie.

## Les cloches
Le mardi 7 juillet 1891 furent baptisées 4 cloches fondues par Adolple Havard, fondeur de cloches à Villedieu-les-Poêles :
- Cécile-Pauline-Henriette-Clémence-Suzanne : Ré 3 (1 286 Kg) ;
- Marie-Antoinette-Henriette-Adrienne : Mi 3 (998 Kg) ;
- Marie-Thérèse-Louise-Françoise-Frédérique : Fa # 3 (663 Kg) ;
- Étiennette-Emmanuel-Florence-Emilie-Claire : La 3 (373 Kg).

## Classement
L'église Saint-François est répertoriée dans l'inventaire général du patrimoine culturel depuis le 15 janvier 1996.